# 鶴田明
鶴田 明（つるた あきら）は、日本の建築構造学者。早稲田大学名誉教授。鉄骨構造や溶接などが専門域 。
著書に『新規準による建築構造計算』『建築各部構造    』(1963年、建築構造講座〈10〉）『建築施工講座 3 鉄骨工事』『溶接の施工検査管理』（鹿島出版会, 1982 年）『建築学大系 17. 鉄骨構造』『溶接構造の疲れ』（T.R.ガーニィ著 ; 鶴田明監訳 ; 善利博臣訳、1973）『建築・橋梁・船舶』（日刊工業新聞社, 1964、溶接技術講座 ; 9 . 溶接施工）『溶接の現場技術』（監修）など。
1987年 金属系構造物の発展に対する多年の貢献 で、日本建築学会賞大賞を受賞。